# Stenus bilentigatus
Stenus bilentigatus är en skalbaggsart som beskrevs av Thomas Casey. Stenus bilentigatus ingår i släktet Stenus och familjen kortvingar. Inga underarter finns listade i Catalogue of Life.